# Láng István (zeneszerző)
Láng István (Budapest, 1933. március 1. – 2023. október 23.) kétszeres Erkel Ferenc-díjas és Bartók-Pászthory-díjas magyar zeneszerző.

## Pályája
Zeneszerzői tanulmányait 1950-58-ig a Liszt Ferenc Zeneművészeti Főiskolán végezte. 1957-60-ig zenei tanársegédként dolgozott a Színház és Filmművészeti Főiskolán, majd 1966-84-ig zenei tanácsadóként az Állami Bábszínháznál.
1973-tól adjunktus, majd egyetemi tanár a Zeneművészeti Főiskola Kamarazenei Tanszékén. 1970 és 1990 között különböző nemzetközi zenei versenyek zsűrijének elnöke, illetve tagja (kürt, trombita, rézfúvós kamarazene, oboa, zeneszerzés, kórus).
Vendégelőadóként a következő helyeken járt: 1973 – Univ. of Colorado, 1985, 1987 – CNM Mexikóváros, 1988 – State Univ. of New Mexico. 
1978-90: a Magyar Zeneművészek Szövetsége Főtitkáraként tevékenykedett. 
1984-87: az új zene Nemzetközi Társaság (ISCM) Végrehajtó Bizottságának a tagja.
1990-93: a Nemzetközi Zenei Tanács (IMC-UNESCO) Végrehajtó Bizottságának a tagja. 
1958-ban Magyarországon elsőként publikált az elektronikus zenei stúdió felállításának fontosságáról.
1974: Első szalag-zene (Felület-átalakítás). Megvalósítása 1995-ben, EMS Stockholm.
1991 óta folyamatosan részt vesz a EAR együttes munkájában szalag- és élő elektronikus zenei művekkel.

## Díjai, elismerései
- 1961 I. díj Ludwigshafenben a Concerto per archi című műért
- 1968, 1975 Erkel-díj
- 1985 Érdemes művész
- 1994 Bartók–Pásztory-díj
- 2005 Artisjus-díj
- 2009 A Magyar Köztársasági Érdemrend középkeresztje

## Főbb művei
- Sassonanti per sassofono alto 2000
- Fuvolavonal

## Diszkográfia
- https://hungarotonmusic.com/lang-istvan-a1067/albums.html?sort=date--d Archiválva 2017. április 17-i dátummal a Wayback Machine-ben
- Hidas Frigyes: Fúvósötös No.2; Bozay Attila: Fúvósötös, Op.6; Láng István: Fúvósötös No.2; Petrovics Emil: Fúvósötös  Hungaroton LPX 11630 – közreműködő LP
- Mihály András, Maros Rudolf, Székely Endre, Láng István, Balassa Sándor, Lendvay Kamilló művei Hungaroton LPX 11494 – közreműködő LP
- 1976 Magyar rézfúvós kamarazene Hungaroton SLPX 11811 – közreműködő LP
- 1979 Mai magyar művek cimbalomra  Hungaroton SLPX 12012 – közreműködő LP
- 1988 Éneklő Ifjúság 10  Hungaroton SLPX 31102 – közreműködő LP
- 1996 Bazsinka József: Hullámok Hungaroton HCD 31642 – közreműködő
- 1996 Magyar zeneszerzők rézfúvós kamarazenéje Hungaroton HCD 31680 – közreműködő
- 1997 Láng István: Szonáta hegedűre és zongorára, Szonáta gordonkára és zongorára, Canto per flauto solo etc.  Hungaroton HCD 31641 – saját
- 2001 Párhuzamos monológok – kortárs magyar zene cimbalomra  Hungaroton HCD 31997 – közreműködő
- 2001 Psy: A cimbalom varázsa  Hungaroton HCD 32015 – közreműködő
- 2002 Dervistánc  BMC CD 059 – közreműködő

## Kották
- Editio Musica Budapest http://www.emb.hu/hu/composers/lang